# Aurotioglucosio
L'aurotioglucosio, noto anche come tioglucosio d'oro, è un composto chimico con la formula AuSC6H11O5. Questo derivato del glucosio è stato usato in passato per trattare l'artrite reumatoide.

## Storia
Nel corso della storia, l'oro è stato un componente ampiamente adoperato per curare diverse malattie, nonostante la sua efficacia non fosse mai stata confermata. Nel 1935, i farmaci a base di oro furono segnalati per essere efficaci nel trattamento dell'artrite reumatoide. Sebbene molti pazienti avessero reagito positivamente al farmaco, l'aurotioglucosio non aveva una efficacia uniforme.
Negli Stati Uniti solo un farmaco a base di oro è attualmente in uso in ambito clinico: l'auranofin, anche se l'aurotiomalato di sodio (tiomalato di sodio d'oro) e l'aurotioglucosio sono stati in uso fino a poco tempo fa.
Nel 2001, l'aurotioglucosio è stato ritirato dal mercato olandese, dove era stata l'unica preparazione iniettabile di oro disponibile sin dal 1943. Questo ha costretto gli ospedali a cambiare terapia per un gran numero di pazienti spostandosi verso l'aurotiomalato. Il farmaco era in uso da oltre 70 anni e anche dopo quattro anni dalla sua improvvisa scomparsa dal mercato le ragioni sono rimaste poco chiare.

## Chimica medicinale
Il tioglucosio d'oro presenta l'oro nello stato di ossidazione di + I, come altri tiolati di oro. È una specie solubile in acqua, non ionica, che si presume esista sotto forma di polimero. In condizioni fisiologiche, una reazione di ossidoriduzione porta alla formazione di oro metallico e derivati dell'acido solfinico del tioglucosio.
2 AuSTg → 2 Au + TgSSTg
TgSSTg + H2O → TgSOH + TgSH
2 TgSOH → TgSO2H + TgSH
Complessivamente:
2 H2O + 4 AuSTg → 4 Au + TgSO2H + 3 TgSH
(dove AuSTg = tioglucosio d'oro, TgSSTg = disolfuro di tioglucosio, TgSO2H = derivato dell'acido solfinico di tioglucosio)

## Preparazione
Il tioglucosio d'oro può essere preparato trattando il bromuro d'oro con una soluzione di tioglucosio satura di anidride solforosa. Il tioglucosio d'oro viene precipitato con metanolo e ricristallizzato con acqua e metanolo.

## Osservazioni varie
In ricerche recenti, è stato scoperto che l'iniezione di tioglucosio d'oro induce l'obesità nei topi. In aggiunta sembra che l'aurotioglucosio abbia un'interazione con il farmaco antimalarico idrossiclorochina.